# Loisy-sur-Marne
Loisy-sur-Marne és un municipi francès, situat al departament del Marne i a la regió del Gran Est. L'any 2007 tenia 937 habitants.

## Demografia

### Població
El 2007 la població de fet de Loisy-sur-Marne era de 937 persones. Hi havia 386 famílies, de les quals 88 eren unipersonals (28 homes vivint sols i 60 dones vivint soles), 151 parelles sense fills, 127 parelles amb fills i 20 famílies monoparentals amb fills.
La població ha evolucionat segons el següent gràfic:
Habitants censats

### Habitatges
El 2007 hi havia 412 habitatges, 383 eren l'habitatge principal de la família, 2 eren segones residències i 27 estaven desocupats. 375 eren cases i 33 eren apartaments. Dels 383 habitatges principals, 317 estaven ocupats pels seus propietaris, 61 estaven llogats i ocupats pels llogaters i 6 estaven cedits a títol gratuït; 2 tenien una cambra, 8 en tenien dues, 38 en tenien tres, 108 en tenien quatre i 228 en tenien cinc o més. 342 habitatges disposaven pel capbaix d'una plaça de pàrquing. A 151 habitatges hi havia un automòbil i a 202 n'hi havia dos o més.

### Piràmide de població
La piràmide de població per edats i sexe el 2009 era:
| Homes | Edats   | Dones |
| ----- | ------- | ----- |
| 0     | 95 o +  | 0     |
| 0     | 90 a 94 | 0     |
| 4     | 85 a 89 | 0     |
| 8     | 80 a 84 | 16    |
| 16    | 75 a 79 | 16    |
| 28    | 70 a 74 | 20    |
| 12    | 65 a 69 | 44    |
| 28    | 60 a 64 | 12    |
| 36    | 55 a 59 | 24    |
| 48    | 50 a 54 | 44    |
| 40    | 45 a 49 | 36    |
| 36    | 40 a 44 | 24    |
| 28    | 35 a 39 | 28    |
| 24    | 30 a 34 | 28    |
| 12    | 25 a 29 | 20    |
| 24    | 20 a 24 | 12    |
| 40    | 15 a 19 | 52    |
| 44    | 10 a 14 | 48    |
| 24    | 5 a 9   | 8     |
| 8     | 0 a 4   | 12    |

## Economia
El 2007 la població en edat de treballar era de 623 persones, 455 eren actives i 168 eren inactives. De les 455 persones actives 428 estaven ocupades (232 homes i 196 dones) i 27 estaven aturades (11 homes i 16 dones). De les 168 persones inactives 61 estaven jubilades, 49 estaven estudiant i 58 estaven classificades com a «altres inactius».

### Ingressos
El 2009 a Loisy-sur-Marne hi havia 389 unitats fiscals que integraven 965,5 persones, la mediana anual d'ingressos fiscals per persona era de 18.752 €.

### Activitats econòmiques
Dels 29 establiments que hi havia el 2007, 1 era d'una empresa alimentària, 2 d'empreses de fabricació d'altres productes industrials, 7 d'empreses de construcció, 3 d'empreses de comerç i reparació d'automòbils, 5 d'empreses de transport, 1 d'una empresa d'hostatgeria i restauració, 2 d'empreses financeres, 2 d'empreses de serveis, 3 d'entitats de l'administració pública i 3 d'empreses classificades com a «altres activitats de serveis».
Dels 11 establiments de servei als particulars que hi havia el 2009, 1 era un taller de reparació d'automòbils i de material agrícola, 4 paletes, 1 guixaire pintor, 1 electricista, 1 empresa de construcció, 2 perruqueries i 1 restaurant.
Dels 2 establiments comercials que hi havia el 2009, 1 era una botiga de menys de 120 m² i 1 una joieria.
L'any 2000 a Loisy-sur-Marne hi havia 9 explotacions agrícoles que ocupaven un total de 960 hectàrees.

## Equipaments sanitaris i escolars
L'únic equipament sanitari que hi havia el 2009 era una farmàcia.
El 2009 hi havia una escola elemental.

## Poblacions més properes
El següent diagrama mostra les poblacions més properes.